# Oreocharis flavida
Oreocharis flavida är en tvåhjärtbladig växtart som beskrevs av Elmer Drew Merrill. Oreocharis flavida ingår i släktet Oreocharis och familjen Gesneriaceae. Inga underarter finns listade i Catalogue of Life.